# Luj XVIII., kralj Francuske
Luj XVIII. (Versailles, 17. studenoga 1755. – Pariz,16. rujna 1824.), kralj Francuske od 1814. – 1824. godine.
Ovaj kralj pravog imena Luj-Stanislav-Ksavier bio je unuk Luja XV. i brat giljotiniranog Luja XVI. Na čelo dinastije Bourbon dolazi 1795. godine nakon smrti bratovog sina takozvanog Luja XVII. 
U prvom razdoblju Francuske revolucije Luj XVIII. se nalazio u Francuskoj koju napušta bježeći 1791. godine u dogovoru s Lujom XVI. Za razliku od brata, uspješno je pobjegao, dok je ovaj bio uhvaćen i kasnije giljotiniran.
Tijekom više od dvadeset sljedećih godina samoproglašeni kralj Luj XVIII. živi od kraljevskih milostinja na dvorovima u Rusiju i Engleskoj, s izgubljenom nadom u osvajanje krune. Sudbina mu se ipak neočekivano nasmješila katastrofalnom Napoleonovom invazijom Rusije. Poslije tamošnjeg njegovog poraza slijede još dvije slične poražavajuće godine koje završavaju ulaskom protufrancuske koalicije u Pariz.
Uvjet za ponudu krune Luju XVIII. nakon  Napoleonovog poraza 1814. godine bilo je prihvaćanje ustavne i parlamentarne monarhije. Iako on to prvobitno potpisuje, tijekom svoje prve godine na vlasti dolazi do reformi koje potkopavaju njegova obećanja. Rezultat toga je da se u trenutku iskrcavanja  Napoleona s Elbe 1815. godine nitko nije htio boriti za novog kraljevskog diktatora.
Kada je nakon samo 100 dana carski uzurpator bio pobijeđen od nove europske koalicije, Luj XVIII. se opet vratio na vlast. Sadašnja njegova vladavina bila je puno pažljivija, opreznija prema željama vlastitih podanika. Koliko god je ovaj kralj mrzio nametnuti Ustav nije imao hrabrosti ukinuti ga.
"Francuska" pod vladavinom Luja XVIII. opet postaje europska velesila što uspješno dokazuje vojna intervencija u Španjolskoj tijekom posljednje dvije godine njegovog života. Francuski vojnici u tom pohodu osvajaju cijelu Španjolsku oslobađajući tamošnjeg kralja Ferdinanda VII. od revolucionara koji su osvojili vlast u zemlji.
Brojčana oznaka ovog kralja uz ime dolazi po tome što on neprihvaća odluku parlamenta o proglašenju republike što znači da je, u skladu s tim, nasljednik Luja XVI. njegov sin Luj XVII. Stvarni razlog prihvaćanja ove brojčane oznake možemo naći u tome da je on osamnaesti istoimeni vladar dinastije Bourbon.
Konačnu pohvalu Luj XVIII. zaslužio je činjenicom da je nakon njegove smrti 16. rujna 1824. došlo do jedine mirne i zakonite primopredaje vlasti u Francuskoj tijekom cijeloga XIX. stoljeća.
| Prethodnik: Napoleon II. Bonaparte, car Francuske | Kralj Francuske | Nasljednici: Karlo X. |